# Der Doppelgänger
"Der Doppelgänger" é uma das seis músicas do Schwanengesang de Franz Schubert que define palavras de Heinrich Heine para piano e voz de tenor. Foi escrita em 1828, o ano da morte de Schubert.

## Texto
O título "Der Doppelgänger" é de Schubert; no Buch der Lieder, de Heine (1827), o poema é sem título, tornando o final uma surpresa. Heine usou a grafia "Doppeltgänger".
| Alemão | Inglês |
| --- | --- |
| Still ist die Nacht, es ruhen die Gassen, In diesem Hause wohnte mein Schatz; Sie hat schon längst die Stadt verlassen, Doch steht noch das Haus auf demselben Platz. Da steht auch ein Mensch und starrt in die Höhe, Und ringt die Hände, vor Schmerzensgewalt; Mir graust es, wenn ich sein Antlitz sehe, - Der Mond zeigt mir meine eigne Gestalt. Du Doppelgänger! du bleicher Geselle! Was äffst du nach mein Liebesleid, Das mich gequält auf dieser Stelle, So manche Nacht, in alter Zeit? | The night is quiet, the streets are calm, In this house my beloved once lived: She has long since left the town, But the house still stands, here in the same place. A man stands there also and looks to the sky, And wrings his hands, overwhelmed by pain: I am terrified – when I see his face, The moon shows me my own form! O you Doppelgänger! you pale comrade! Why do you ape the pain of my love Which tormented me upon this spot So many a night, so long ago? |

## Contexto
O Buch der Lieder de Heine é dividido em cinco seções; todos os poemas estabelecidos em Schwanengesang são do terceiro, Die Heimkehr (O regresso a casa). Em Schwanengesang, essa música fica no final das músicas de Heine, embora a ordem de Heine seja diferente e tenha sido argumentado que a sequência funciona melhor drasticamente quando as músicas são tocadas em sua ordem de apresentação no Buch der Lieder.

## Música
"Der Doppelgänger" foi minunciosamente planejado; o cenário de cada estrofe é diferente, mas não totalmente diferente: a música é uma espécie de passacaglia sobre o tema dos quatro primeiros compassos da parte do piano. Essa progressão harmônica simples, com a parte do piano consistindo quase inteiramente de acordes de bloco, domina a música e faz muito para lhe dar uma sensação de inexorabilidade e seu breve abandono (deslocado por uma sucessão de acordes cada vez mais dissonantes) no clímax da música sinaliza o horror frenético do poeta.

A música tem 63 bares e uma apresentação típica dura entre 4 e 5 minutos. Está na chave de B menor, o mesmo que a Sinfonia Inacabada de Schubert.